# 李衍
李 衍（り えん、生没年不詳）は、中国の隋の武将。字は抜豆。本貫は遼東郡襄平県。

## 経歴
李弼の子として生まれた。西魏の宇文泰のとき、千牛備身に任ぜられ、懐仁県公に封ぜられた。開府儀同三司の位を加えられ、普寧県公に改封されて、義州刺史に転じた。韋孝寛の下で玉壁城に駐屯して、幾度か北斉軍と戦った。北斉が平定されると、軍功により大将軍の位を受け、真郷郡公に改封され、左宮伯の位を受けた。後に定州刺史・敷州刺史を歴任した。
580年、王謙が益州で乱を起こすと、李衍は楊堅の命を受けて行軍総管となり、梁睿の下で乱の平定にあたった。位は上大将軍に進んだ。581年、隋が建てられると、李衍は行軍総管として南方の少数民族の乱を討ち、平定した。位は柱国に進んだ。まもなく検校利州総管事をつとめた。582年、突厥が隋の北辺を侵すと、李衍は行軍総管として兵を率いて迎撃に向かったが、敵と遭遇することなく帰還した。介州刺史に転じた。数年後、南朝陳に対する攻撃にそなえて、李衍は襄州道で戦船の経営にあたった。588年、隋軍が大挙して陳を攻撃すると、李衍は行軍総管として秦王楊俊の下で襄陽道に進出した。安州総管に任ぜられ、善政で知られた。1年あまりして、病のため長安に帰り、家で死去した。享年は57。
子の李仲威が後を嗣いだ。

## 伝記資料
- 『周書』巻十五 列伝第七
- 『隋書』巻五十四 列伝第十九
- 『北史』巻六十 列伝第四十八